# Борки (гміна)
Гміна Боркі (пол. Gmina Borki) — сільська гміна у східній Польщі. Належить до Радинського повіту Люблінського воєводства.
Станом на 31 грудня 2011 у гміні проживало 6152 особи.

## Площа
Згідно з даними за 2007 рік площа гміни становила 111.83 км², у тому числі:
- орні землі: 78.00%
- ліси: 14.00%

Таким чином, площа гміни становить 11.59% площі повіту.

## Населення
Станом на 31 грудня 2011:
| Опис     | Загалом | Загалом | Чоловіки | Чоловіки | Жінки | Жінки |
| -------- | ------- | ------- | -------- | -------- | ----- | ----- |
| одиниця  | осіб    | %       | осіб     | %        | осіб  | %     |
| все      | 6152    | 100     | 3082     | 50.10    | 3070  | 49.90 |
| міське   | 0       | 100     | 0        |          | 0     |       |
| сільське | 6152    | 100     | 3082     | 50.10    | 3070  | 49.90 |

## Сусідні гміни
Гміна Боркі межує з такими гмінами: Войцешкув, Коцьк, Радинь-Підляський, Улян-Майорат, Чемерники.